# IC 4978
IC 4978 је спирална галаксија у сазвјежђу Телескоп која се налази на листи објеката дубоког неба у Индекс каталогу.
Деклинација објекта је - 54° 25' 18" а ректасцензија 20h 14m 37,8s. Привидна величина (магнитуда) објекта IC 4978 износи 14,6 а фотографска магнитуда 15,4. IC 4978 је још познат и под ознакама ESO 186-18, PGC 64338.